# حندقوق
الحِنْدَقَوْقُ أو الحَنْدَقُوقُ أو الذُّرَقُ أو إكليل الملك هو جنس نباتي علفي ينتمي إلى الفصيلة البقولية أو القرنية. اسمه العلمي (باللاتينية: Melilotus). هو نبات حولي قائم ومتفرع يبلغ طوله حوالي 60 سنتيمتراً، له أوراق مركبة من
ثلاث وريقات بيضوية الشكل، مستطيلة وحافتها مسننة ولها أزهار بشلك نورات عنقودية تكون محمولة على أعناق طويلة تخرج من ابط الأوراق العلوية
وهذه الأزهار ذات لون أصفر، لها مبيض معنق وقلم محزز، ويتم تلقيح الأزهار بواسطة الحشرات وخاصة النحل الذي ينجذب إلى رحيقها،
والثمرة بشكل قرن بيضوية الشكل مستديرة القمة وتحتوي الثمرة على بذرة واحدة. وله أنواع عديده منها (Melilot Indica L) الذي ينتشر في معظم
البلاد العربية ويستعمل في العراق في علاجات الطب الشعبي كملين وكلبخة المعالجة الأورام. وتستخدم بذورة في علاج تبول الأطفال وتوجد
أنواع من هذه النبات ذات سمية.

## من أنواعهالواطنةفيالوطن العربي
- الحندقوق الأبيض (باللاتينية: Melilotus albus) في بلاد الشام ومصر ومعظم مناطق أوروبا والقوقاز
- الحندقوق الأنيق (باللاتينية: Melilotus elegans) في بلاد الشام ومصر والمغرب العربي وبعض مناطق حوض البحر الأبيض المتوسط
- الحندقوق الإيطالي (باللاتينية: Melilotus italicus) في بلاد الشام والمغرب العربي وشمال حوض المتوسط
- الحندقوق الحبوبي (باللاتينية: Melilotus segetalis) في بلاد الشام ومصر والمغرب العربي وحوض المتوسط
- الحندقوق الطبي أو إكليل الملك (باللاتينية: Melilotus officinalis) في بلاد الشام والمغرب العربي وكل مناطق أوروبا
- الحندقوق المتلم (باللاتينية: Melilotus sulcatus) في بلاد الشام ومصر والمغرب العربي وحوض المتوسط
- الحندقوق المسيني (باللاتينية: Melilotus messanensis) في بلاد الشام ومصر ومعظم مناطق أوروبا والقوقاز
- الحندقوق الهندي (باللاتينية: Melilotus indicus) في بلاد الشام ومصر والمغرب العربي وبعض مناطق أوروبا

## الوصف النباتي
الحندقوق نبات ثنائي الحول. الورقة مكونة من ثلاث وريقات مسننة الحافة بشكل كامل.